# ثورفالد ستولتنبرغ
ثورفالد ستولتنبرغ (بالنرويجية: Thorvald Stoltenberg)‏ (و. 1931 – 2018 م) هو سياسي، ودبلوماسي، وقانوني نرويجي، ولد في أوسلو، كان عضوًا في حزب العمل النرويجي، توفي في أوسلو، عن عمر يناهز 87 عاماً.

## مناصب
تولى منصب وزير الخارجية في النرويج (3 نوفمبر 1990–2 أبريل 1993)
- المفوض الأعلى لشؤون اللاجئين في الأمم المتحدة  [لغات أخرى]‏ (يناير 1990–نوفمبر 1990)
- وزير الخارجية في النرويج (9 مارس 1987–16 أكتوبر 1989)
- وزير الدفاع  [لغات أخرى]‏ (8 أكتوبر 1979–14 أكتوبر 1981)
- وزير دولة [الإنجليزية]‏
- سفير

.

## جوائز
حصل على جوائز منها:
- Booth Award  [لغات أخرى]‏ (2001)
- جائزة تريستان دايل التذكارية  [لغات أخرى]‏ (1991)
- جائزة بير جينت (1990)
- وسام النجوم الثلاثة

## وصلات خارجية
- ثورفالد ستولتنبرغ على موقع IMDb (الإنجليزية)
- ثورفالد ستولتنبرغ على موقع مونزينجر (الألمانية)
- ثورفالد ستولتنبرغ على موقع إن إن دي بي (الإنجليزية)
- ثورفالد ستولتنبرغ في قاعدة بيانات الأفلام على الإنترنت